# ليه غور
ليه غور (بالإنجليزية: Les Gore)‏ (1 يناير 1915 في المملكة المتحدة - ) هو لاعب كرة قدم بريطاني في مركز الهجوم. لعب مع برادفورد سيتي ونادي كارلايل يونايتد ونادي ليتون أورينت.